# چرخ‌ریسک سرآبی اوراسیایی

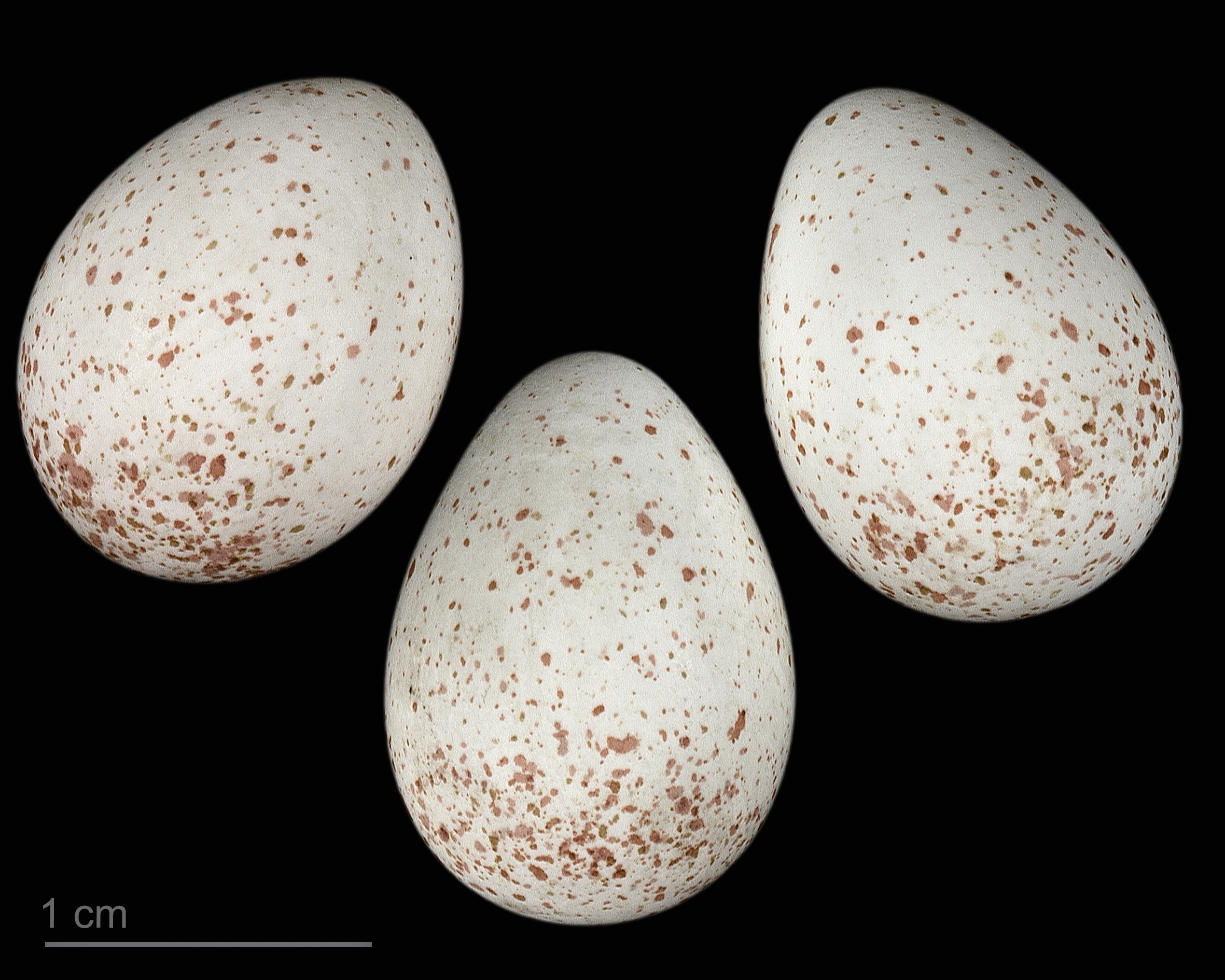
Cyanistes caeruleus caeruleus

چرخ‌ریسک سرآبی اوراسیایی یا چرخ‌ریسک سرآبی پرنده‌ای است از تیره شاخه نشین و از خانواده چرخ‌ریسکان.
این پرنده که در اروپا و غرب آسیا زندگی می‌کند معمولاً لانه خود را در سوراخ درختان می‌سازد و از حشرات و عنکبوت‌ها تغذیه می‌کند، طول این چرخ‌ریسک ۱۲ سانتی‌متر، طول دو بال ۱۸ سانتی‌متر و وزن آن ۱۱ گرم می‌باشد، عمر این پرنده به‌طور متوسط سه سال می‌باشد اما بیشترین عمر ثبت شده دربریتانیا ۱۰ سال و سه ماه و در جمهوری چک ۱۱ سال و هفت ماه بوده است.

## یادگیری خامه‌خواری از شیشه‌های شیر
پرندهٔ آبی رنگ کوچکی با اسم علمی پاروس کائرولئوس Parus caeruleus در اروپای غربی اخیراً یادگرفته است که ورقهٔ آلومینیومی سر شیشه‌های شیر را که صبح‌ها روی پلکان جلوی در منازل گذاشته می‌شود باز کند و خامهٔ آن را بخورد. این طرح رفتاری دارد به تقلید در تمام قارهٔ اروپا پخش می‌شود، و اگر شیرفروشان به این نحو توزیع شیر ادامه دهند، دیر یا زود ممکن است این پرندگان کوچک منقارهایی پرورش دهند که برای بهره‌برداری از این منبع جدید و با ارزش غذایی شکل مناسب‌تری داشته باشد.